# Somerset (enhetskommun)
Somerset är en enhetskommun i det ceremoniella grevskapet Somerset i England,  Storbritannien. Kommunen har 576 852 invånare (2022). Administrativ huvudort är Taunton. 
Den består av större delen av det ceremoniella grevskapet Somerset. De delar som inte ingår är enhetskommunerna Bath and North East Somerset och North Somerset.
Den bildades den 1 april 2023 från Mendip, Sedgemoor, Somerset West and Taunton och South Somerset. Den har 328 civil parishes.
Större orter är Bridgwater,  Burnham-on-Sea, Chard, Frome, Minehead, Street, Taunton, Wellington, Wells och Yeovil. 